# HD 14372
HD 14372，又名BD+46 557，SAO 37955、HR 679，是一颗恒星，视星等为6.11，位于銀經138.24，銀緯-12.89，其B1900.0坐标为赤經2h 14m 12.9s，赤緯+46° -12.89′ 5″。